# Matteo Politano
Matteo Politano (Róma, 1993. augusztus 3. –) olasz válogatott labdarúgó, a Napoli csatára.

## Pályafutása

### Klubcsapatokban
Politano az AS Roma ifjúsági csapatában nevelkedett, a 2010-es "Allievi" U17 bajnokságot, valamint a 2011-es Campionato Nazionale Primaverát és a 2012-es Coppa Italia Primaverát is megnyerte a klub játékosaként. 2012 júliusában kölcsönadták a Perugiának. A 2012-2013-as Lega Pro Prima Divízióban első öt mérkőzésén három gólt szerzett, összesen 28 bajnokin nyolcszor talált a hálóba. 
2013. június 30-án a Pescara szerződtette.
2015. július 2-án a Seria A-ban szereplő Sassuolo játékosa lett. Három szezont töltött a csapatnál, 96 bajnoki találkozón húsz alkalommal volt eredményes.
2018. június 30-án a Politano az Internazionale játékosa lett. A milánói klub kölcsönvette a Sassuolótól, végleges vásárlási záradékkal, miszerint 2019 júniusában további 20 millió euró ellenében megvásárolhatják a játékjogát.
Augusztus 19-én a Sassuolo elleni 1–0-s hazai vereség alkalmával mutatkozott be új csapatában. Szeptember 29-én, a Parma elleni 1–0-s vereség alkalmával a 100. élvonalbeli mérkőzésén lépett pályára. Két héttel később a Bajnokok Ligájában is bemutatkozhatott a Tottenham Hotspur ellen 2–1-re megnyert csoportmérkőzésen.
Szeptember 29-én a Cagliari ellen megszerezte első gólját is a csapatban, az Inter 2–0-ra győzött hazai pályán. A 2018–19-es szezonban alapembere volt a milánói csapatnak, minden sorozatot figyelembe véve 48 tétmérkőzésen lépett pályára, csak a kapus Samir Handanović játszott több mérkőzésen nála. 2019. június 19-én az Inter, a szerződésében szereplő záradéknak megfelelően, megvásárolta a Sassuolotól.
A következő szezon előtt érkező új edző, Antonio Conte más hadrendben szerepeltette az Internazionalét, Politano pedig kevesebb játéklehetőséghez jutott. 2020 januárjában az AS Roma csapatában játszó Leonardo Spinazzolért cserébe a fővárosba igazolhatott volna, azonban a transzfer végül meghiúsult.
Január 28-án a szezon hátralevő részére a Napoli vette kölcsön.

### A válogatottban
Az olasz válogatott keretébe Gian Piero Ventura hívta be először a 2018-as világbajnokság selejtezői során. 2018. május 28-án már Roberto Mancini irányítása alatt debütált a nemzeti csapatban a Szaúd-Arábia ellen 2–1-re megnyert barátságos mérkőzésen. 2020. november 8-án, azamerikaiak elleni felkészülési mérkőzésen szerezte első gólját a nemzeti csapatban.

## Statisztika

### Klub
2018. május 20-án frissítve.
| Klub           | Bajnokság      | Szezon         | Bajnokság     | Bajnokság | Országos kupa | Országos kupa | Nemzetközi kupa | Nemzetközi kupa | Egyéb         | Egyéb | Összesen      | Összesen |
| Klub           | Bajnokság      | Szezon         | Pályára lépés | Gól       | Pályára lépés | Gól           | Pályára lépés   | Gól             | Pályára lépés | Gól   | Pályára lépés | Gól      |
| -------------- | -------------- | -------------- | ------------- | --------- | ------------- | ------------- | --------------- | --------------- | ------------- | ----- | ------------- | -------- |
| Perugia        | Lega Pro       | 2012–13        | 28            | 8         | 3             | 0             | –               | –               | 2             | 0     | 33            | 8        |
| Pescara        | Serie B        | 2013–14        | 31            | 6         | 1             | 0             | –               | –               | –             | –     | 32            | 6        |
| Pescara        | Serie B        | 2014–15        | 41            | 5         | 3             | 0             | –               | –               | 5             | 1     | 49            | 6        |
| Pescara        | Összesen       | Összesen       | 72            | 11        | 4             | 0             | –               | –               | 5             | 1     | 81            | 12       |
| Sassuolo       | Serie A        | 2015–16        | 28            | 5         | 1             | 0             | –               | –               | –             | –     | 29            | 5        |
| Sassuolo       | Serie A        | 2016–17        | 32            | 5         | 1             | 0             | 9               | 3               | –             | –     | 42            | 8        |
| Sassuolo       | Serie A        | 2017–18        | 36            | 10        | 3             | 1             | –               | –               | –             | –     | 39            | 11       |
| Sassuolo       | Összesen       | Összesen       | 96            | 20        | 5             | 1             | 9               | 3               | –             | –     | 110           | 24       |
| Karrier összes | Karrier összes | Karrier összes | 196           | 39        | 12            | 1             | 9               | 3               | 7             | 1     | 224           | 44       |

### Válogatott
2018. május 28-án frissítve.
| Válogatott  | Év       | Pályára lépés | Gól |
| ----------- | -------- | ------------- | --- |
| Olaszország |          |               |     |
| 2018        | 1        | 0             |     |
| Összesen    | Összesen | 1             | 0   |